# Demis Hassabis
Demis Hassabis CBE FRS FREng FRSA (1976) (Demòstenes Hassabis) fill de pare d'ascendència greco-xipriota i de mare sino-singapuresa, és un científic informàtic, investigador d'intel·ligència artificial i emprenedor britànic. Va ser programador i dissenyador de videojocs i un expert en jocs de taula. És el director executiu i cofundador de DeepMind i Isomorphic Labs, i assessor d'intel·ligència artificial pel govern del Regne Unit. És membre de la Royal Society i ha guanyat molts premis prestigiosos pel seu treball a AlphaFold, com ara el Breakthrough Prize, el Canada Gairdner International Award i el Lasker Award. El 2017 va ser nomenat CBE i va figurar a la llista de les 100 persones més influents de Time. Va compartir la meitat del Premi Nobel de Química el 2024 amb John M. Jumper «per la predicció de l'estructura de les proteïnes».